# Lisen Adbåge
Lisen Matilda Maria Adbåge, född 7 december 1982 i Mjölby församling, Östergötlands län, är en svensk barnboksförfattare och bilderbokskonstnär. Hon är tvillingsyster till Emma Adbåge.
Lisen Adbåge föddes 1982 och växte upp i Sya i Östergötland där hon idag lever och är verksam.
Adbåge ger ut böcker på flera olika förlag och de finns översatta till olika språk.  
Bland hennes egna mest kända barnböcker kan nämnas böckerna Kurt och Kio, Furan, och Koko och Bosse. Adbåges tecknarstil är färgstark. Hon arbetar i princip alltid analogt med penna och papper.
18 oktober 2018 fick Lisen Adbåge Elsa Beskow-plaketten för boken Samtidigt som och sin samlade produktion. 2021 tilldelades hon och systern Emma AdBåge utmärkelsen Heffaklumpen, Expressens Kulturpris. År 2018 fick hon Hellsingpriset tillsammans med Emma ABåge för boken " Halsen rapar, hjärtat slår- rim för 0-100 år".
I september 2019 gav Britta Persson ut popskivan Folk - dikt och toner om personer, till vilken Lisen Adbåde och hennes tvillingsyster Emma Adbåge har skrivit texterna och gjort omslaget. Finns även som bok med illustrationer av systrarna (Natur & Kultur).

## Priser och utmärkelser
- Bokjuryn kategori 0-6 år 2004

- Bokjuryns 1:a pris, kategori BILDERBOK, tillsammans med Grethe Rottböll för boken "HÄSTFESTEN", 2014.
- Lennart Hellsing-priset, 2017 tillsammans med Emma Adbåge för boken "Halsen rapar hjärtat slår - rim för 0-100 år". Utgiven av Natur & Kultur 2016.
- Rolf Wirténs kulturpris 2017, tillsammans med Emma Adbåge.[10]
- 2018 – Elsa Beskow-plaketten
- 2021 Heffaklupmen, Expressens Kulturpris kategorin Barn&Ung, tillsammans med Emma AdBåge